# Jens Juel

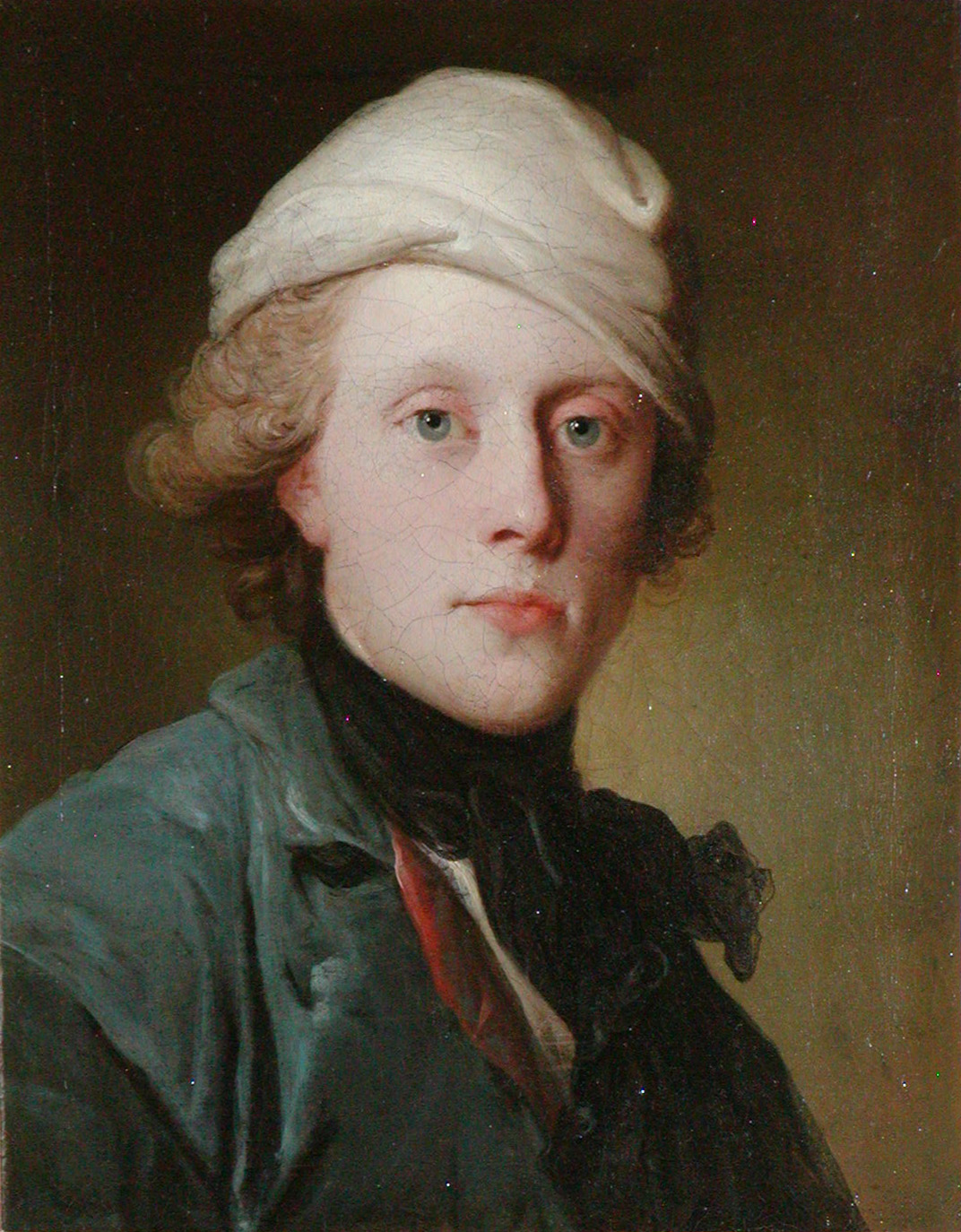
Jens Juel, Autoritratto, 1767-1768, Museo di storia naturale Hillerød

Jens Juel (Falster, 12 maggio 1745 – Copenaghen, 27 dicembre 1802) è stato un pittore danese, considerato tra i più importanti ritrattitti danesi e noto anche come paesaggista.

## Biografia
Jens Jørgensen Juel era figlio illegittimo di Elisabeth Wilh Juel, che era una cameriera del signore di Wedelsborg. Manifestò fin da giovane una chiara disposizione per la pittura e fu mandato ad Amburgo - che quel tempo si trovava sotto la sovranità danese - come apprendista nella bottega del pittore tedesco Johann Michael Gehrmann.
Nel 1765 fu accolto come allievo nell'Accademia reale di belle arti di Copenhagen e studiò sotto la guida del pittore svedese Carl Gustaf Pilo, ben introdotto alla corte danese. Amava i pittori olandesi del Seicento e dipingeva ritratti, paesaggi e scene di genere. Ottenne la medaglia d'oro nel 1767, per Unzione di David e nel 1771 per la tela Trionfo di Mardocheo. Dipinse nel 1765 il Ritratto della sorella Anna e un Autoritratto. Il Ritratto di Re Cristiano VIII è del 1772 (Castello di Rosenborg) e del 1770 è il Ritratto della consorte Carolina.
Nel 1772 Jens Juel diede inizio ai suoi viaggi di studio e d'istruzione - al fine di affinare la gamma dei colori e, in generale, l'impianto del dipinto - recandosi prima in Olanda, poi a Roma, dove conobbe il pittore danese Nicolai Abraham Abildgaard - e ne eseguì il ritratto - e frequentò artisti danesi. Visitò anche Parigi, quindi Genova, dove fece amicizia con il naturalista e filosofo svizzero Charles Bonnet e con l'incisore e grafico tedesco-danese Johann Friderich Clemens.
Tornato ad Amburgo, divenne amico del poeta Friedrich Gottlieb Klopstock. Fissò poi la sua residenza a Copenaghen, nel 1780, dove raggiunse la notorietà come ritrattista e ottenne commesse dalla famiglia reale e da esponenti della nobiltà. Poneva grande attenzione all'introspezione psicologica della persona da ritrarre.
Nel 1782 fu scelto come membro dell'Accademia reale di belle arti di Copenhagen, che diresse a partire dal 1795. Nel 1799 gli fu concessa una dimora nel castello di Charlottensborg. Negli ultimi tempi dipinse delicati profili di bambini. Realizzava i suoi paesaggi con rara minuzia descrittiva e restando sempre a contatto con la realtà, pur in una visione neoclassica e settecentesca. La sua arte fu apprezzata, a livello europeo, solamente molto dopo la sua morte, in particolare con la mostra di Londra del 1895. Egli rappresenta una anello di congiunzione tra il classicismo settecentesco e la nuova sensibilità romantica che vuole cogliere impressioni dal vero.
Jens Juel ebbe come allievi i pittori tedeschi Caspar David Friedrich e Philipp Otto Runge.

## Galleria d'immagini

Dipinti di Jens Juel
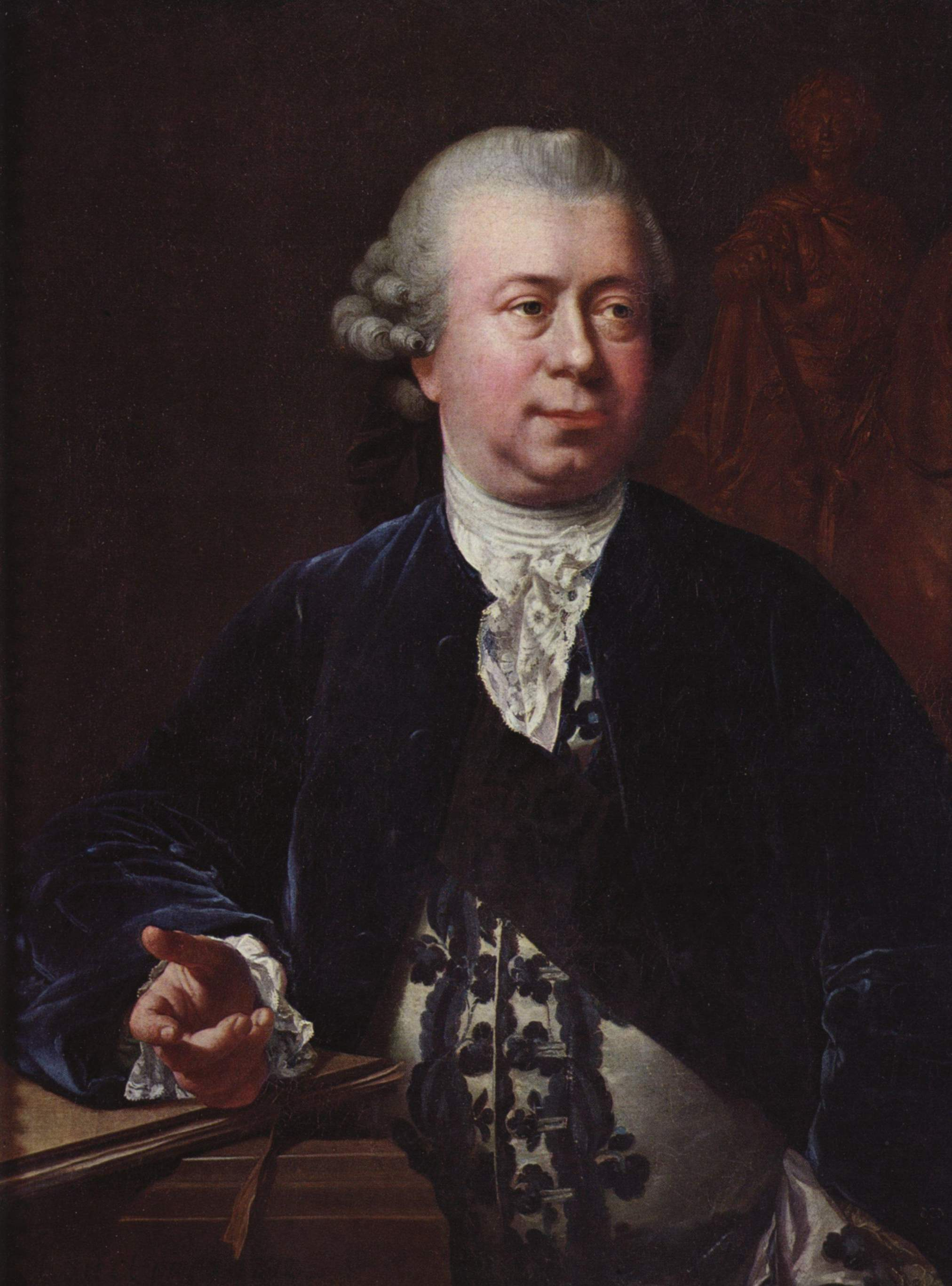
Jacques Saly , 1772
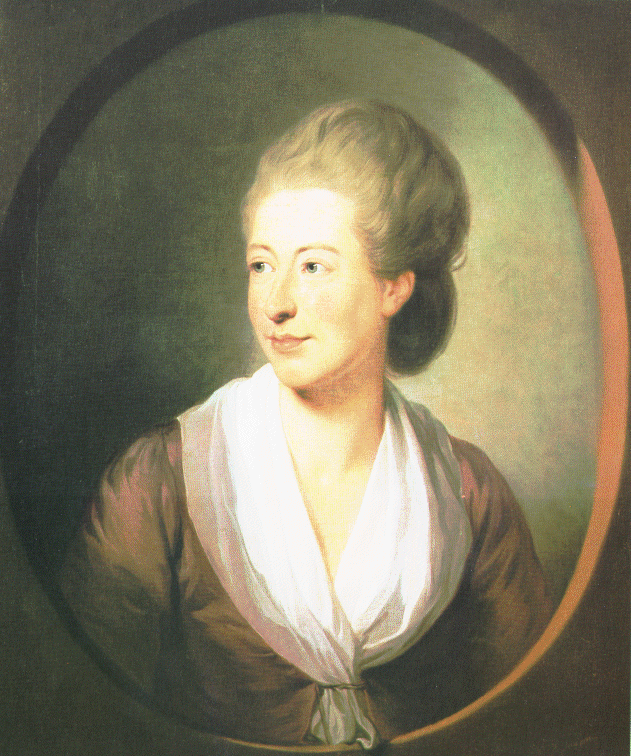
Isabelle de Charrière, 1777
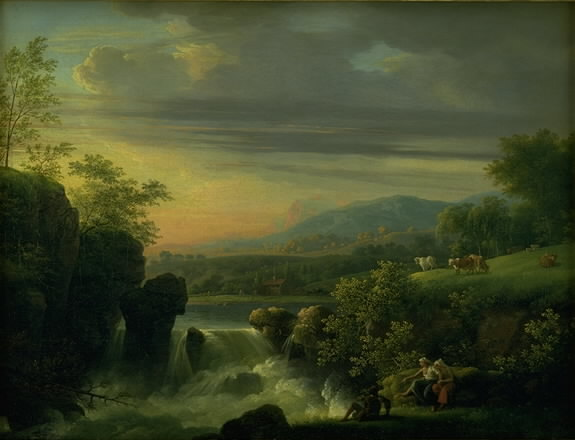
Paesaggio con montagne e cascata, 1790, Statens Museum for Kunst
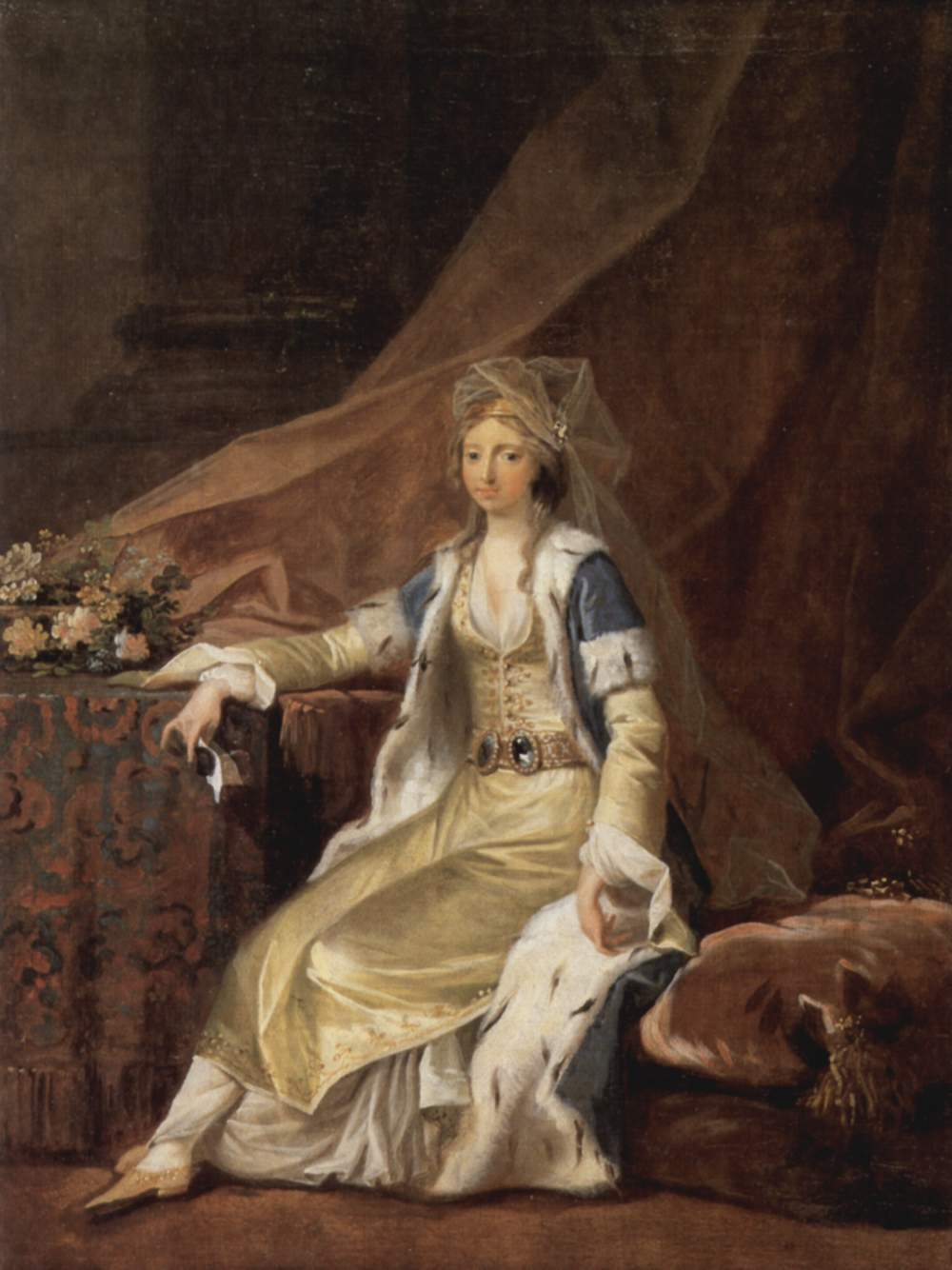
Marie Louise di Schleswig-Holstein-Sonderburg in costune turco, 1780-1790
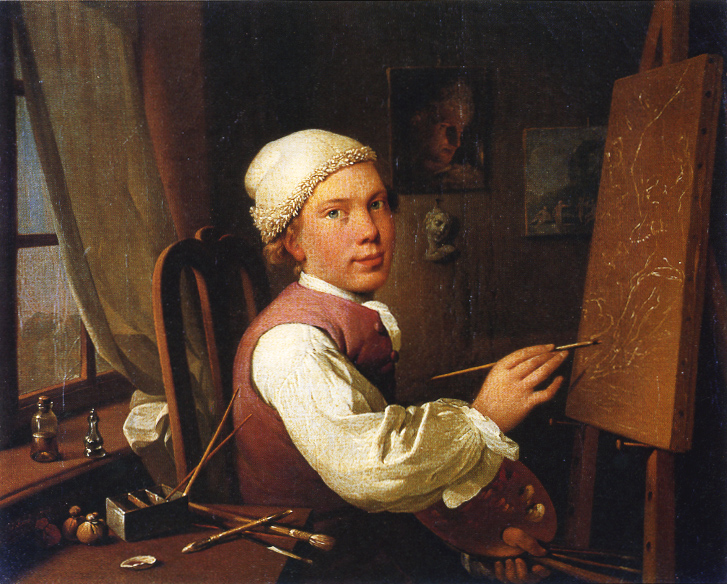
Autoritratto, 1766
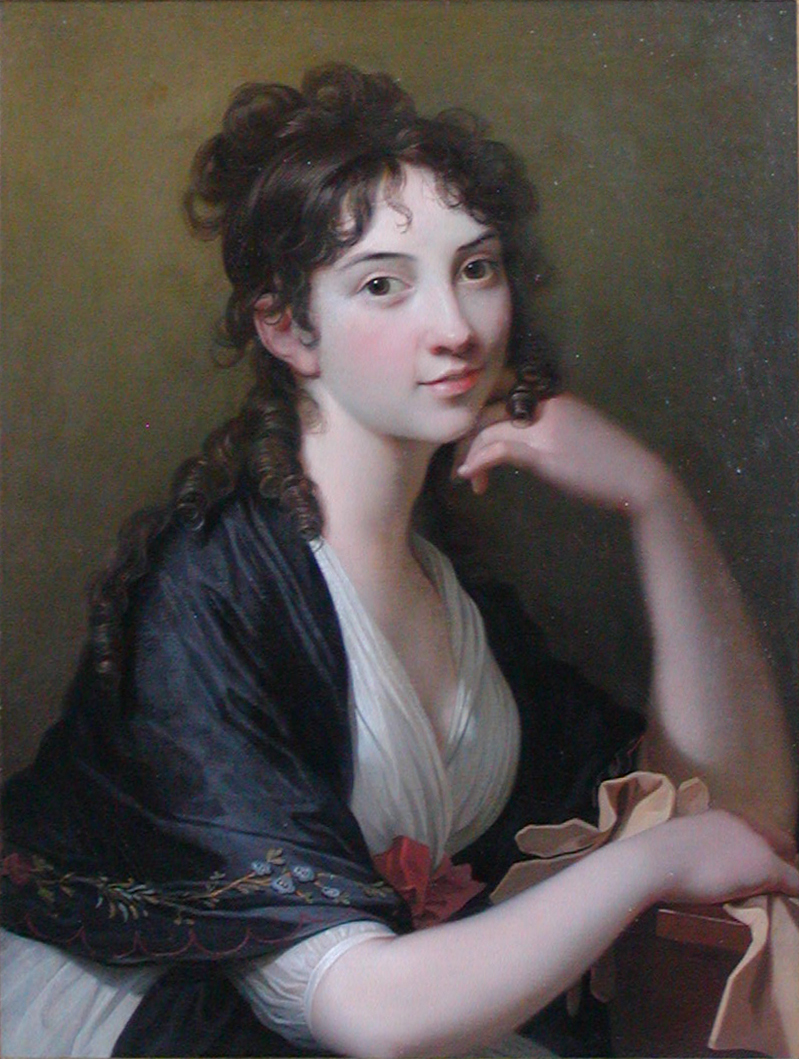
Ritratto di Thomasine Gyllembourg, 1790, Castello di Frederiksborg